# Luís da Cunha

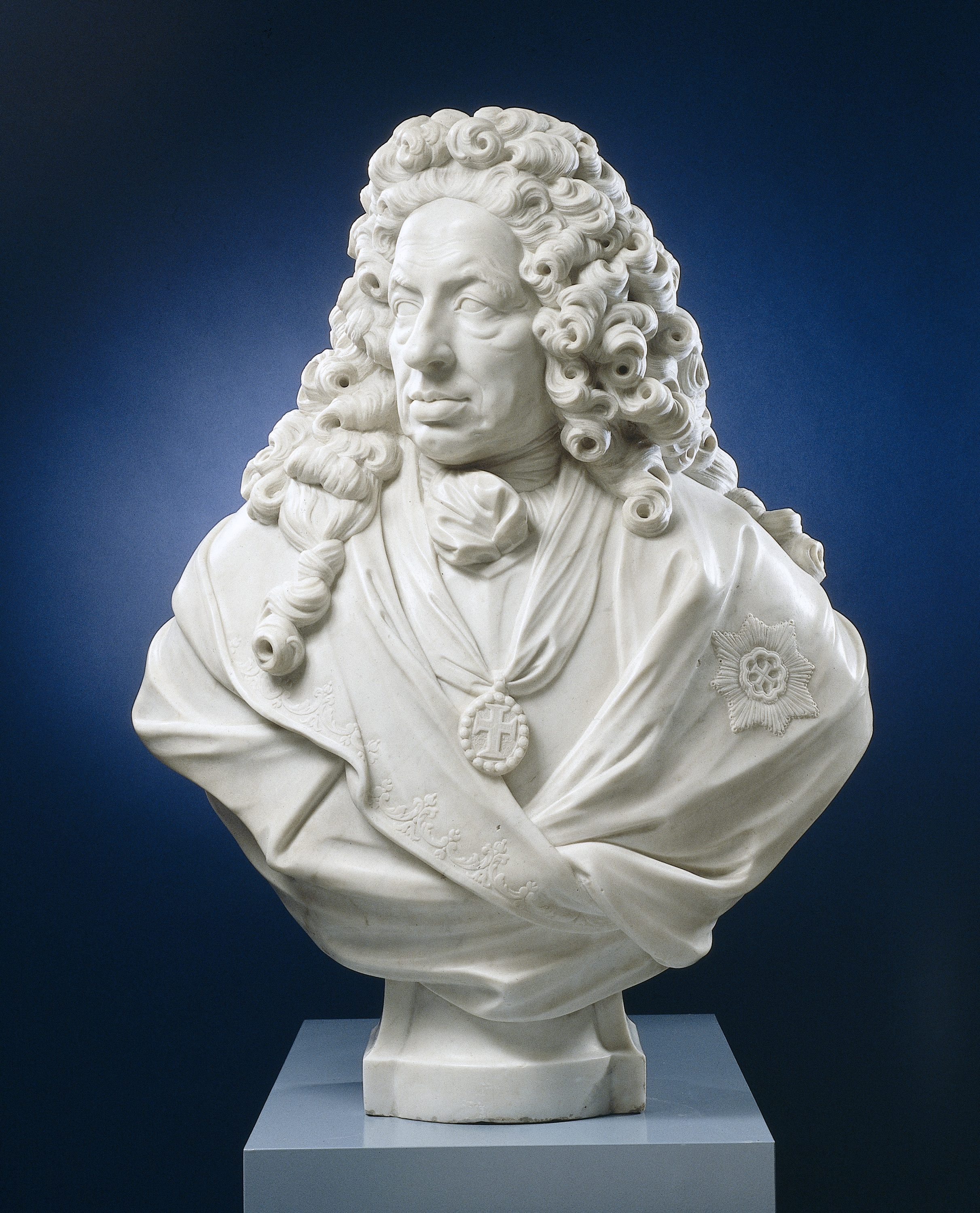
Popiersie Luís da Cunha z 1737

Don Luís da Cunha (ur. 25 stycznia 1662 w Lizbonie, zm. 9 października 1749 w Paryżu) – portugalski dyplomata i polityk z XVIII wieku.
Jego ojcem był Don António Álvares da Cunha, 17. senhor de Tábua (1626-1690), matką zaś Maria Manoel de Vilhena. Ukończył studia prawnicze na Uniwersytecie w Coimbrze. W latach 1697–1709 da Cunha był posłem nadzwyczajnym Portugalii w Londynie. W latach 1712-1713 drugim co do ważności negocjatorem portugalskim na kongresie pokojowym w Utrechcie (pierwszym negocjatorem był João Gomes da Silva, hrabia Tarouca), a w latach 1719-20 był ambasadorem Portugalii w Madrycie. Był portugalskim pełnomocnikiem na kongresie w Cambrai (1724). W 1732 r. został portugalskim ambasadorem w Paryżu, gdzie zmarł w 1749 roku. Francuzi uznali jego stanowisko ambasadora dopiero w kwietniu 1737 roku, ponieważ od 1725 roku aż do przełomu lutego i marca 1737 relacje francusko-portugalskie były zerwane.
Zwolennik plurikontynentalizmu, w tym idei przeniesienia stolicy z Lizbony do Brazylii. Był uważany za tzw. estrangeirado, czyli zwolennika obcych idei, szczególnie tych związanych z Oświeceniem. Został odznaczony Komandorią Orderu Chrystusa.

## Dzieła
- D. Luís da Cunha, Instruções Políticas, 1736, Lisboa, Edição Abílio Diniz Silva, 2001.